# Mungos
El género Mungos incluye a tres especies de mangostas africanas de la familia Herpestidae.

## Especies
- Mungos gambianus
- Mungos mungo